# Cannota dodecantha
Cannota dodecantha är en nässeldjursart som beskrevs av Ernst Haeckel 1879. Cannota dodecantha ingår i släktet Cannota och familjen Dipleurosomatidae. Inga underarter finns listade i Catalogue of Life.